# 水牛健太郎
友田 健太郎（ともだ けんたろう、1967年12月 - ）は、日本の文芸評論家、演劇評論家。小劇場レビューマガジン「ワンダーランド」スタッフ。慶應義塾大学文学部元講師。旧ペンネーム、水牛 健太郎（みずうし けんたろう）。

## 経歴
- 1967年、静岡県清水市生まれ、福井県に育つ。
- 東京大学法学部卒業。新聞社勤務後、ニューヨーク州立大学バッファロー校にて経済学修士号を取得。
- 2005年、村上春樹を論じた「過去 メタファー 中国　ある『アフターダーク』論」が第48回群像新人文学賞評論部門の優秀作に選ばれる。
- 2007年、平田オリザ『ソウル市民』三部作を論じた「『ソウル市民』三部作を見て」で第11回シアターアーツ賞佳作を受賞し、演劇評論も開始する。
- 2015年10月、ペンネームを本名の友田健太郎に変更。
- 2020年 放送大学大学院修士課程修了